# Efecto fotoeléctrico

Diagrama ilustrando la emisión de electrones (en rojo) de una placa metálica al recibir suficiente energía transferida desde los fotones incidentes (líneas onduladas).

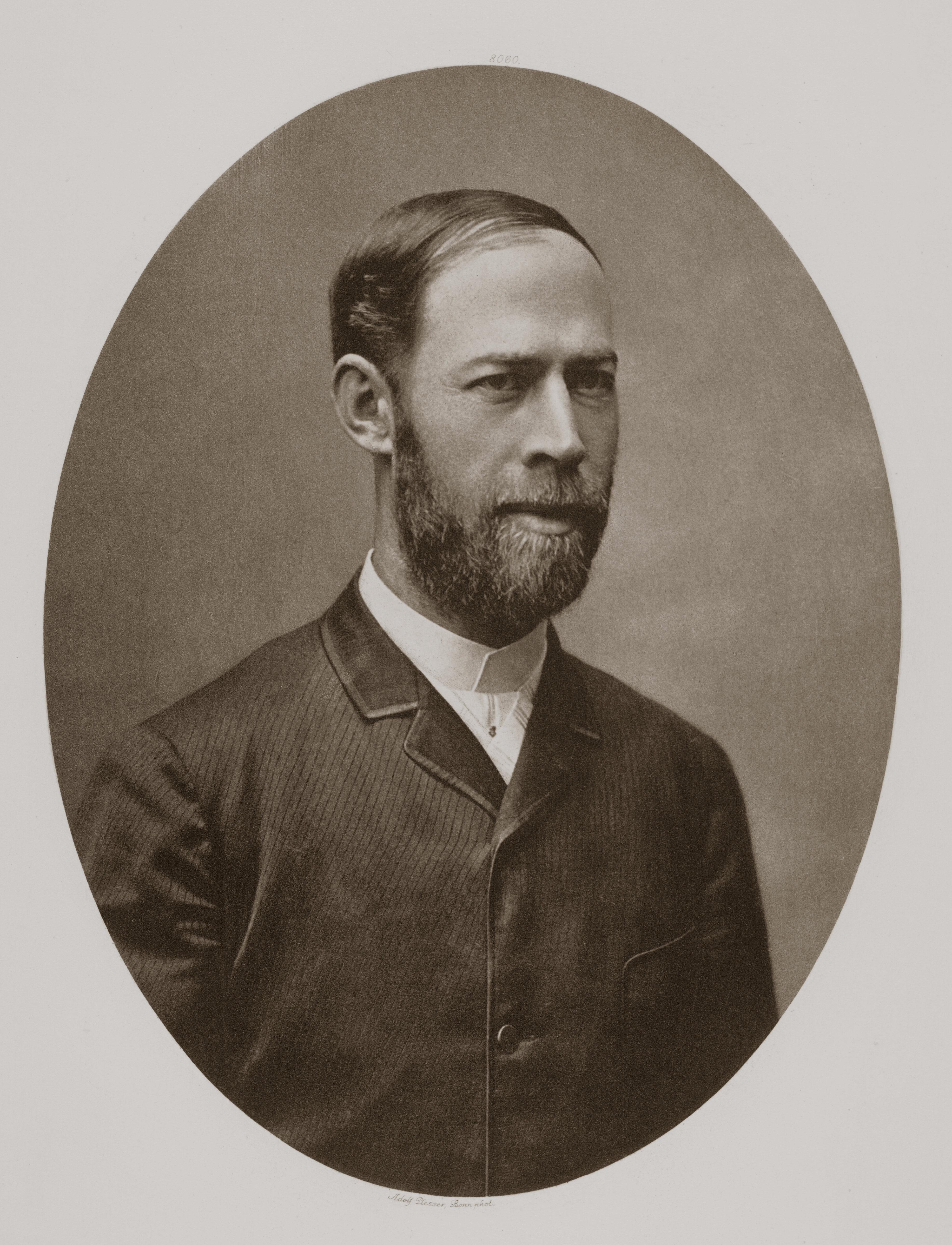
Heinrich Hertz alrededor de 1890, descubridor del efecto fotoeléctrico.

El efecto fotoeléctrico consiste en la emisión de electrones por un material al incidir sobre él una radiación electromagnética (luz visible o ultravioleta, en general). A veces se incluyen en el término otros tipos de interacción entre la luz y la materia:
- Fotoconductividad: Es el aumento de la conductividad eléctrica de la materia provocada por la luz. Descubierta por Willoughby Smith en el selenio hacia la mitad del siglo XIX.
- Efecto fotovoltaico: Transformación parcial de la energía lumínica en energía eléctrica. La primera célula solar fue fabricada por Charles Fritts en 1884. Estaba formada por selenio recubierto de una fina capa de oro.

El efecto fotoeléctrico fue descubierto y descrito por Heinrich Hertz, en 1887, al observar que el arco que salta entre dos electrodos conectados a alta tensión alcanza distancias mayores cuando se ilumina con luz ultravioleta que cuando se deja en la oscuridad.
La explicación teórica fue hecha por Albert Einstein, quien publicó en 1905 el revolucionario artículo Heurística de la generación y conversión de la luz, basando su formulación de la fotoelectricidad en una extensión del trabajo sobre los cuantos de Max Planck. Más tarde Robert Andrews Millikan pasó diez años experimentando, en el intento de demostrar que la teoría de Einstein no era correcta, para finalmente concluir que sí lo era. Eso permitió que Einstein y Millikan fueran galardonados con Premios Nobel en 1921 y 1923, respectivamente.
Se podría decir que el efecto fotoeléctrico es lo opuesto a los rayos X, ya que el efecto fotoeléctrico indica que los fotones pueden transferir energía a los electrones. Los rayos X (no se sabía la naturaleza de su radiación, de ahí la incógnita "X") son la transformación en un fotón de toda o parte de la energía cinética de un electrón en movimiento. Esto se descubrió casualmente antes de que se dieran a conocer los trabajos de Planck y Einstein (aunque no se comprendió entonces).

## Introducción

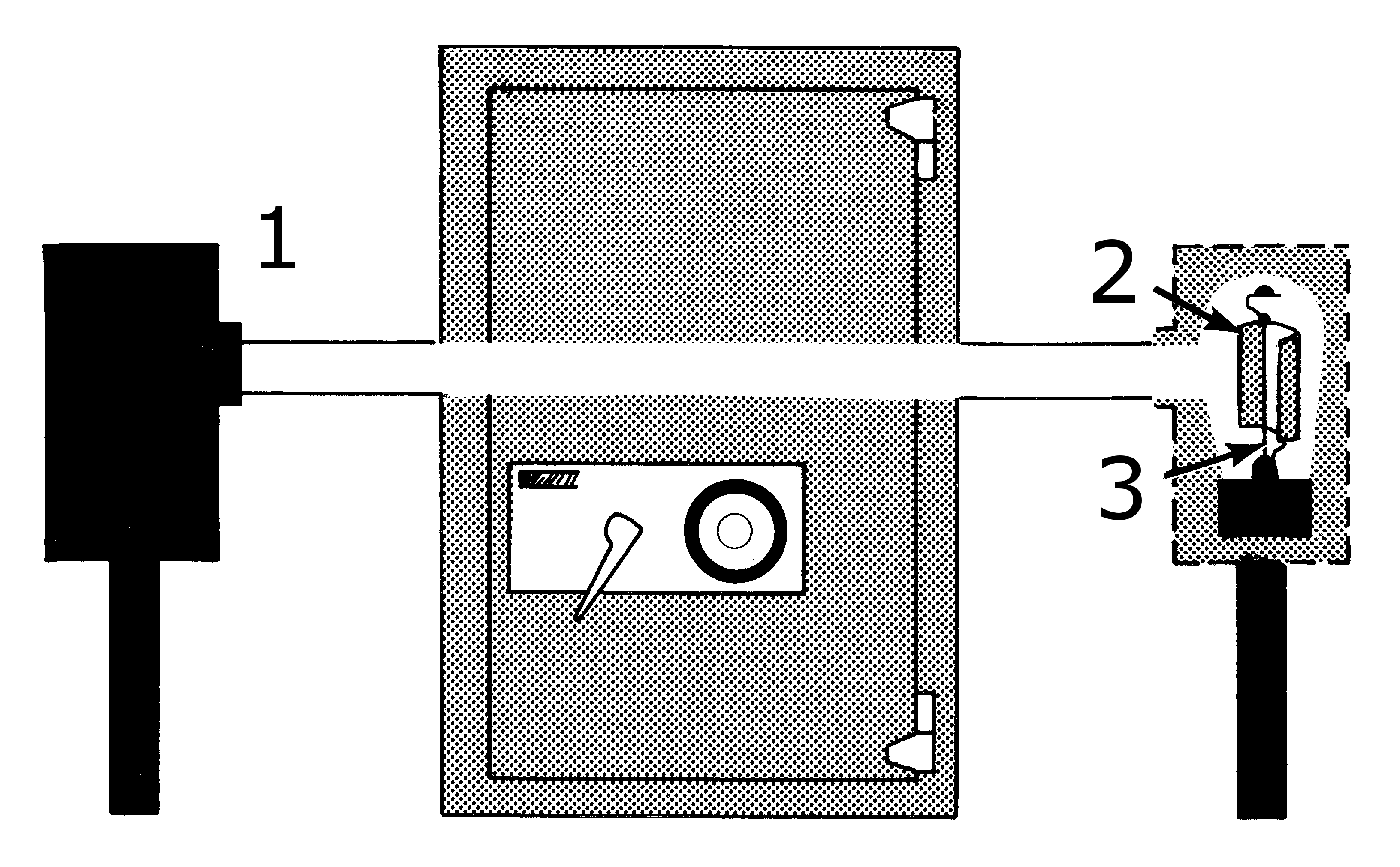
Célula fotoeléctrica donde "1" es la fuente lumínica, "2" es el cátodo y "3", el ánodo.

Los fotones tienen una energía característica determinada por la frecuencia de onda de la luz. Si un átomo absorbe energía de un fotón que tiene más energía que la necesaria para expulsar un electrón del material y además posee una trayectoria dirigida hacia la superficie, entonces el electrón puede ser expulsado del material. Si la energía del fotón es demasiado pequeña, el electrón es incapaz de escapar de la superficie del material. Los cambios en la intensidad de la luz no modifican la energía de sus fotones, tan solo el número de electrones que pueden escapar de la superficie sobre la que incide y por tanto la energía de los electrones emitidos no depende de la intensidad de la radiación que le llega, sino de su frecuencia. Si el fotón es absorbido, parte de la energía se utiliza para liberarlo del átomo y el resto contribuye a dotar de energía cinética a la partícula libre.
Todos los electrones son susceptibles de ser emitidos por efecto fotoeléctrico, pero sólo lo hacen los que necesitan menos energía para ser expulsados de su órbita.
En un aislante (dieléctrico), los electrones más energéticos se encuentran en la banda de valencia. En un metal, los electrones más energéticos están en la banda de conducción. En un semiconductor de tipo N, son los electrones de la banda de conducción los que son más energéticos. En un semiconductor de tipo P también, pero hay muy pocos en la banda de conducción. Así que en ese tipo de semiconductor hay que tener en cuenta los electrones de la banda de valencia.
A la temperatura ambiente, los electrones más energéticos se encuentran cerca del nivel de Fermi (salvo en los semiconductores intrínsecos en los cuales no hay electrones cerca del nivel de Fermi). La energía que hay que dar a un electrón para llevarlo desde el nivel de Fermi hasta el exterior del material se llama función de trabajo, y la frecuencia mínima necesaria, de radiación incidente, para sacar un electrón del metal, recibe el nombre de frecuencia umbral. El valor de esa energía es muy variable y depende del material, estado cristalino y, sobre todo, de las últimas capas atómicas que recubren la superficie del material. Los metales alcalinos (sodio, calcio, cesio, etc.), presentan las más bajas funciones de trabajo. Aún es necesario que las superficies estén limpias a nivel atómico. Una de las mayores dificultades en los experimentos de Millikan era que había que fabricar las superficies de metal en el vacío.

## Explicación
Los fotones del rayo de luz tienen una energía característica determinada por la frecuencia de la luz. En el proceso de fotoemisión, si un electrón absorbe la energía de un fotón y este último tiene más energía que la función de trabajo, el electrón es arrancado del material. Si la energía del fotón es demasiado baja, el electrón no puede escapar de la superficie del material.
Al aumentar la intensidad del haz no cambia la energía de los fotones constituyentes, solo cambia el número de fotones. En consecuencia, la energía de los electrones emitidos no depende de la intensidad de la luz, sino de la energía de los fotones.
Los electrones pueden absorber energía de los fotones cuando son irradiados, pero siguiendo un principio de "todo o nada". Toda la energía de un fotón debe ser absorbida y utilizada para liberar un electrón de un enlace atómico, o si no la energía es reemitida. Si la energía del fotón es absorbida, una parte libera al electrón del átomo y el resto contribuye a la energía cinética del electrón como una partícula libre.
Einstein no se proponía estudiar las causas del efecto en el que los electrones de ciertos metales, debido a una radiación luminosa, podían abandonar el metal con energía cinética. Intentaba explicar el comportamiento de la radiación, que obedecía a la intensidad de la radiación incidente, al conocerse la cantidad de electrones que abandonaba el metal, y a la frecuencia de la misma, que era proporcional a la energía que impulsaba a dichas partículas. 

### Leyes de la emisión fotoeléctrica
1. Para un metal y una frecuencia de radiación incidente dados, la cantidad de fotoelectrones emitidos es directamente proporcional a la intensidad de luz incidente.[2]
2. Para cada metal dado, existe una cierta frecuencia mínima de radiación incidente debajo de la cual ningún fotoelectrón puede ser emitido. Esta frecuencia se llama frecuencia de corte, también conocida como "Frecuencia Umbral".
3. Por encima de la frecuencia de corte, la energía cinética máxima del fotoelectrón emitido es independiente de la intensidad de la luz incidente, pero depende de la frecuencia de la luz incidente.
4. La emisión del fotoelectrón se realiza casi instantáneamente (10^-9 segs), independientemente de la intensidad de la luz incidente. Este hecho se contrapone a la teoría Clásica: la Física Clásica esperaría que existiese un cierto retraso entre la absorción de energía y la emisión del electrón, inferior a un nanosegundo.

## Formulación matemática
Para analizar el efecto fotoeléctrico cuantitativamente utilizando el método derivado por Einstein es necesario plantear las siguientes ecuaciones:
Energía de un fotón absorbido = Energía necesaria para liberar 1 electrón + energía cinética del electrón emitido.
Algebraicamente:
{\displaystyle hf=hf_{0}+{1 \over 2}{m}{v_{m}}^{2}},
que puede también escribirse como
{\displaystyle hf=\phi +E_{k}\,}.
donde
h es la constante de Planck, f0 es la frecuencia de corte o frecuencia mínima de los fotones para que tenga lugar el efecto fotoeléctrico, Φ es la función de trabajo, o mínima energía necesaria para llevar un electrón del nivel de Fermi al exterior del material y Ek es la máxima energía cinética de los electrones que se observa experimentalmente.
- Nota: Si la energía del fotón (hf) no es mayor que la función de trabajo (Φ), ningún electrón será emitido. Si los fotones de la radiación que inciden sobre el metal tienen una menor energía que la de función de trabajo, los electrones del material no obtienen suficiente energía como para emitirse de la superficie metálica.

En algunos materiales esta ecuación describe el comportamiento del efecto fotoeléctrico de manera tan solo aproximada. Esto es así porque el estado de las superficies no es perfecto (contaminación no uniforme de la superficie externa).

## Efecto fotoeléctrico con luz policromática
La ecuación del efecto fotoeléctrico se satisface para una frecuencia concreta, pero no para un conjunto continuo de frecuencias que inciden sobre un material determinado. Recordemos que la cantidad de fotones emitidos por un cuerpo negro -supondremos que este tipo de sistema es fuente de la radiación electromagnética- por unidad de volumen espacial y por unidad de frecuencia es:
{\displaystyle N(\omega )d\omega ={\frac {\omega ^{2}}{\pi ^{2}c^{3}}}{\frac {d\omega }{e^{{\hbar \omega }/{k_{B}T}}-1}}}.
Como las frecuencias que producen efecto fotoeléctrico se encuentran en el intervalo que va desde la frecuencia umbral hasta el infinito, se tiene que la ecuación del efecto fotoeléctrico es:
{\displaystyle \int _{\omega _{0}}^{\infty }\int _{V}N(\omega )\hbar \omega d\omega dV=\int _{\omega _{0}}^{\infty }\int _{V}N(\omega ){\frac {{\vec {p}}^{2}}{2m}}d\omega dV+\int _{\omega _{0}}^{\infty }\int _{V}N(\omega )\phi _{0}d\omega dV}.
Con {\displaystyle {\vec {p}}} el momento de los fotoelectrones y {\displaystyle \phi _{0}} el trabajo de extracción del material.

## Historia

### Heinrich Hertz
Las primeras observaciones del efecto fotoeléctrico fueron llevadas a cabo por Heinrich Hertz, en 1887, en sus experimentos sobre la producción y recepción de ondas electromagnéticas. Su receptor consistía en una bobina en la que se podía producir una chispa como producto de la recepción de ondas electromagnéticas. Para observar mejor la chispa Hertz encerró su receptor en una caja negra. Sin embargo la longitud máxima de la chispa se reducía en este caso comparada con las observaciones de chispas anteriores. En efecto la absorción de luz ultravioleta facilitaba el salto de los electrones y la intensidad de la chispa eléctrica producida en el receptor. Hertz publicó un artículo con sus resultados sin intentar explicar el fenómeno observado.

### Joseph John Thomson
En 1897, el físico británico Joseph John Thomson investigaba los rayos catódicos. Influenciado por los trabajos de James Clerk Maxwell, Thomson dedujo que los rayos catódicos consistían de un flujo de partículas cargadas negativamente a los que llamó corpúsculos y ahora conocemos como electrones.
Thomson utilizaba una placa metálica encerrada en un tubo de vacío como cátodo exponiendo este a luz de diferente longitud de onda. Thomson pensaba que el campo electromagnético de frecuencia variable producía resonancias con el campo eléctrico atómico y que si estas alcanzaban una amplitud suficiente podía producirse la emisión de un "corpúsculo" subatómico de carga eléctrica y por lo tanto el paso de la corriente eléctrica.
La intensidad de esta corriente eléctrica variaba con la intensidad de la luz. Incrementos mayores de la intensidad de la luz producían incrementos mayores de la corriente. La radiación de mayor frecuencia producía la emisión de partículas con mayor energía cinética.

### Philipp Lenard
En 1902 Philipp Lenard realizó observaciones del efecto fotoeléctrico en las que se ponía de manifiesto la variación de energía de los electrones con la frecuencia de la luz incidente.
La energía cinética de los electrones podía medirse a partir de la diferencia de potencial necesaria para frenarlos en un tubo de rayos catódicos. La radiación ultravioleta requería por ejemplo potenciales de frenado mayores que la radiación de mayor longitud de onda. Los experimentos de Lenard arrojaban datos únicamente cualitativos dadas las dificultades del equipo instrumental con el cual trabajaba.

### Cuantos de luz de Einstein
En 1905, el mismo año que formuló su teoría de la relatividad especial, Albert Einstein propuso una descripción matemática de este fenómeno que parecía funcionar correctamente y en la que la emisión de electrones era producida por la absorción de cuantos de luz que más tarde serían llamados fotones. En un artículo titulado "Un punto de vista heurístico sobre la producción y transformación de la luz" mostró cómo la idea de que partículas discretas de luz podían generar el efecto fotoeléctrico y también mostró la presencia de una frecuencia característica para cada material por debajo de la cual no se producía ningún efecto. Por esta explicación del efecto fotoeléctrico Einstein recibiría el Premio Nobel de Física en 1921.
Según las investigaciones de Einstein, la energía con que los electrones escapaban del cátodo iluminado aumentaba linealmente con la frecuencia de la luz incidente, siendo independiente de la intensidad de iluminación. Sorprendentemente este aspecto no se había observado en experiencias anteriores sobre el efecto fotoeléctrico. La demostración experimental de este aspecto la llevó a cabo en 1915 el físico estadounidense Robert Andrews Millikan.

### Dualidad onda-corpúsculo
El efecto fotoeléctrico fue uno de los primeros efectos físicos que puso de manifiesto la dualidad onda-corpúsculo característica de la mecánica cuántica. La luz se comporta como ondas pudiendo producir interferencias y difracción como en el experimento de la doble rendija de Thomas Young, pero intercambia energía de forma discreta en paquetes de energía, fotones, cuya energía depende de la frecuencia de la radiación electromagnética. Las ideas clásicas sobre la absorción de radiación electromagnética por un electrón sugerían que la energía es absorbida de manera continua. Este tipo de explicaciones se encontraban en libros clásicos como el libro de Millikan sobre los electrones o el escrito por Compton y Allison sobre la teoría y experimentación con rayos X. Estas ideas fueron rápidamente reemplazadas tras la explicación cuántica de Albert Einstein.

## Efecto fotoeléctrico en la actualidad
El efecto fotoeléctrico es la base de la producción de energía solar fotovoltaica. Este principio se utiliza también para la fabricación de células utilizadas en los detectores de llama de las calderas de las grandes centrales termoeléctricas, así como para los sensores utilizados en las cámaras digitales. También se utiliza en diodos fotosensibles tales como los que se utilizan en las células fotovoltaicas y en electroscopios o electrómetros. En la actualidad los materiales fotosensibles más utilizados son, aparte de los derivados del cobre —ahora en menor uso—, el silicio, que produce corrientes eléctricas mayores.
El efecto fotoeléctrico también se manifiesta en cuerpos expuestos a la luz solar de forma prolongada. Por ejemplo, las partículas de polvo de la superficie lunar adquieren carga positiva debido al impacto de fotones. Las partículas cargadas se repelen mutuamente elevándose de la superficie y formando una tenue atmósfera. Los satélites espaciales también adquieren carga eléctrica positiva en sus superficies iluminadas y negativa en las regiones oscurecidas, por lo que es necesario tener en cuenta estos efectos de acumulación de carga en su diseño.